# Wainia braunsi
Wainia braunsi là một loài Hymenoptera trong họ Megachilidae. Loài này được Peters mô tả khoa học năm 1984.